# Limbert du Pacifique oriental
Aulopus bajacali
Espèce
Statut de conservation UICN

 LC 12 octobre 2018 : Préoccupation mineure
Le Limbert du Pacifique oriental (Aulopus bajacali) est une espèce de poissons téléostéens de la famille des Aulopidae.

## Systématique
L'espèce Aulopus bajacali a été décrite pour la première fois en 1984 par les ichtyologues russes Nikolai Vasilyevich Parin (d) et Aleksandr Nicholaevich Kotlyar (d).

## Description
Aulopus bajacali possède un corps allongé qui peut atteindre les 24,6 cm pour les femelles et 21,4 cm pour les mâles.
L'espèce présente un dimorphisme sexuel, les femelles possédant des nageoires anales transparentes, et un petit point rouge sur la nageoire adipeuse, là où les mâles ont des tâches jaunes sur la nageoire anale et un gros point jaune sur la nageoire adipeuse. De plus, la femelle est en moyenne légèrement plus grande que le mâle.

## Distribution
Cette espèce se croise uniquement au large des côtes orientales de l’océan Pacifique, plus particulièrement au large des États-Unis, du Mexique, du Costa-Rica, de l’Équateur et plus spécifiquement des îles Galápagos.

## Étymologie
Son épithète spécifique, bajacali, vient de Baja California, lieu de la découverte de l'espèce.

## Comportement

### Prédateurs
Aulopus bajacali est une proie occasionnelle de l'otarie de Californie.

## Publication originale
- (ru) Nikolai V. Parin et Aleksandr N. Kotlyar, « [A new species of the family Aulopidae (Myctophiformes, Osteichthyes) from the east Pacific] », Zoologicheskii Zhurnal, Russie, vol. 63, no 9,‎ 1984, p. 1435-1437 (ISSN 0044-5134).